# Enicospilus exoticus
Enicospilus exoticus là một loài tò vò trong họ Ichneumonidae.